# Вех широколистий
Вех широколистий (Sium latifolium) — вид рослин родини окружкові.

## Назва
Наукова назва походить від кельтського слова siw — вода.

## Будова
Це багаторічна трав'яна рослина 50–120 см заввишки з порожнистим, рифленим стеблом. Листя довжиною до 30 сантиметрів. Квіти зібрані у суцвіття парасольку білих квітів. Зубці чашечки подовжені. Плід 3.5 мм довжиною.

## Поширення та середовище існування
Поширений у помірній Євразії від Іспанії та Ірландії до західного Сибіру
В Україні вид зростає на болотах, біля берегів водойм, нерідко у воді — на більшій частині території крім Криму та Карпат; в Закарпатті рідко. Ефіроолійна та отруйна рослина. 

## Практичне використання
Листки веха вважають отруйними. З однієї рослини одержують 10-15 м'ясистих корінців завдовжки до 20 см, які у Західній Європі вважають вишуканим овочем нарівні зі спаржею. На Кавказі молоді листки веха разом з олією, оцтом, січеними крутими яйцями та в суміші з листям щавлю й зеленої цибулі вживають для приготування чудових свіжих салатів. А вимиті корені відварюють у солоній воді й готують як цвітну капусту або спаржу.
Суцвіття веха мають ефірну олію, яку використовують у парфумерії.

## Галерея

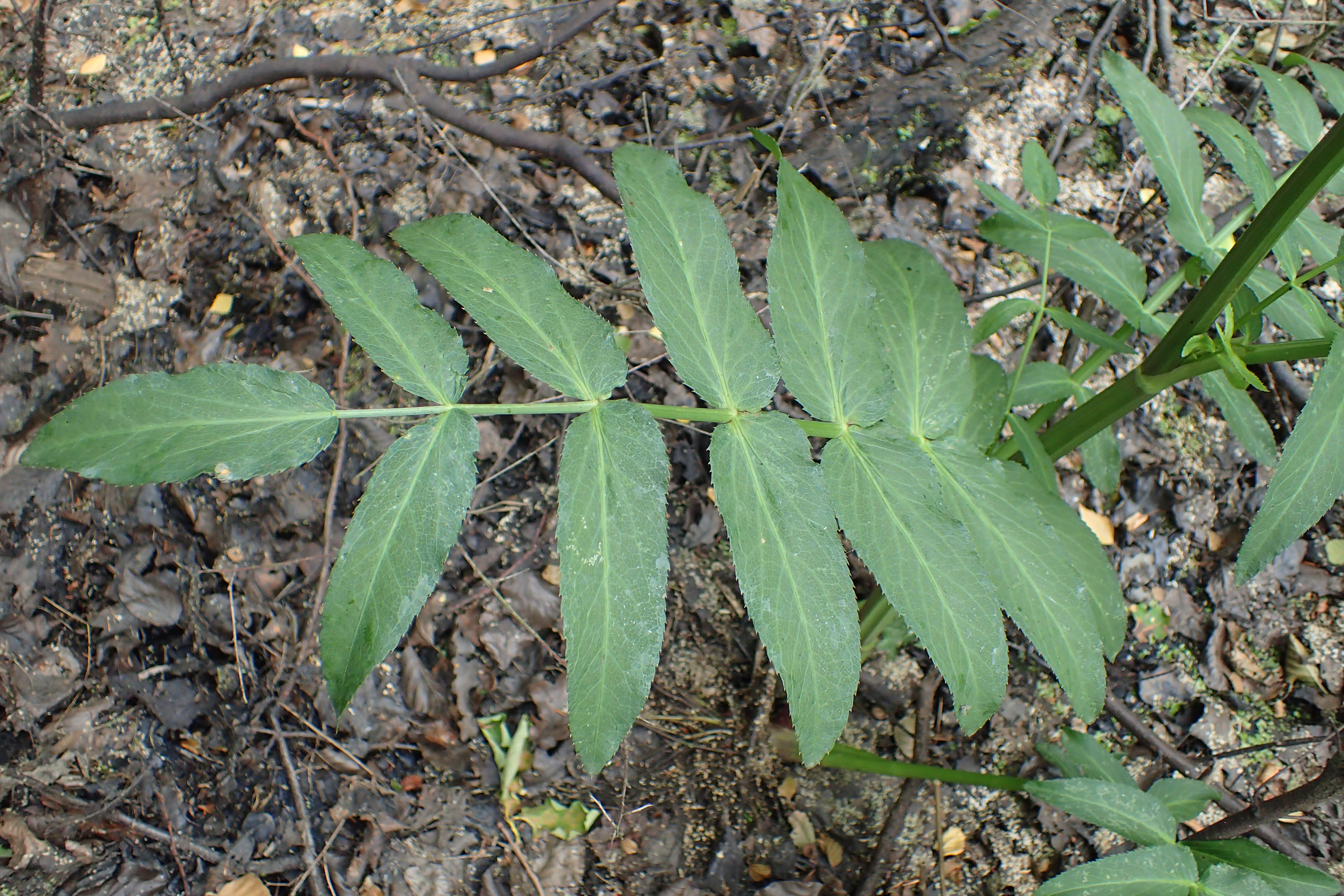
Листя
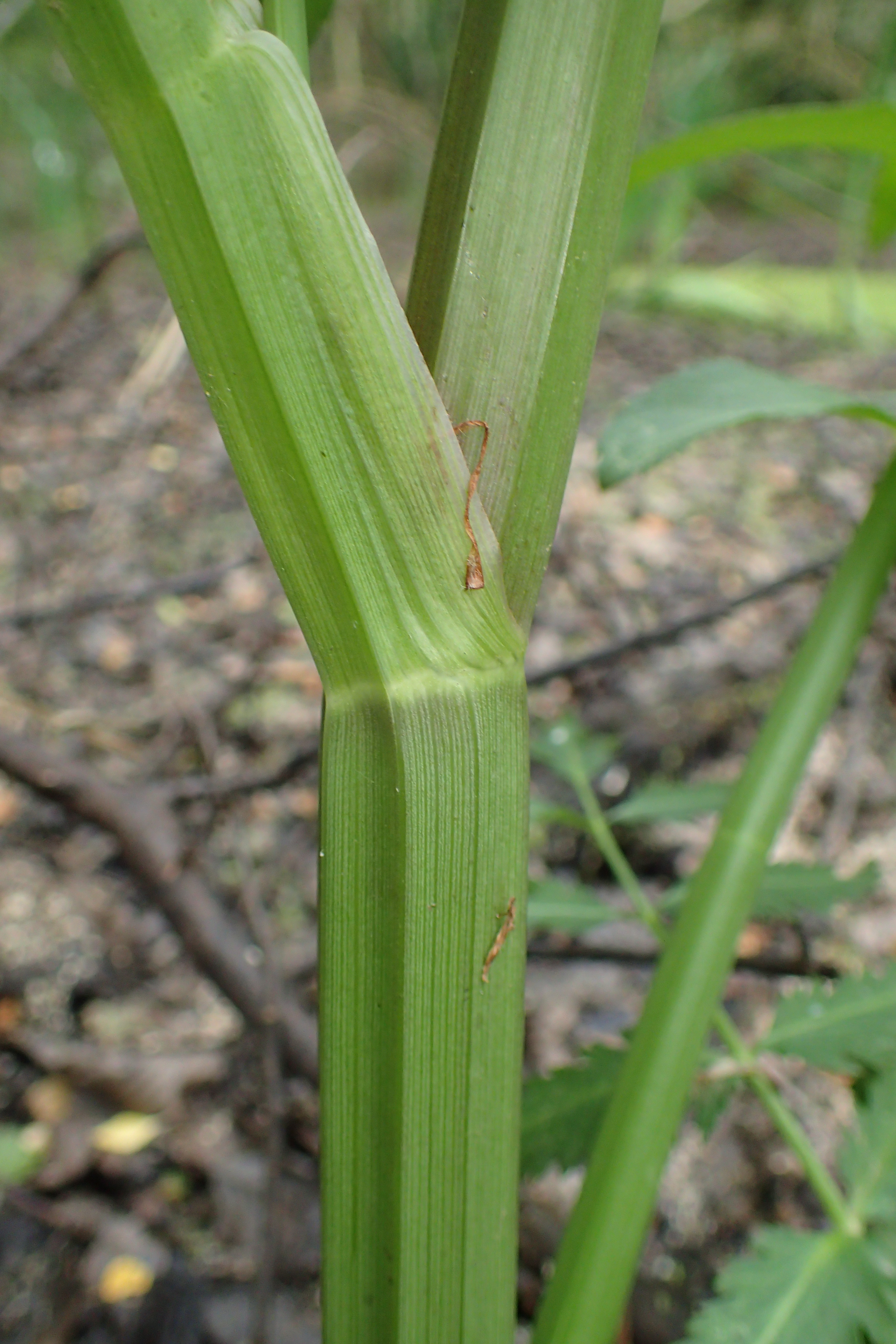
Стовбур
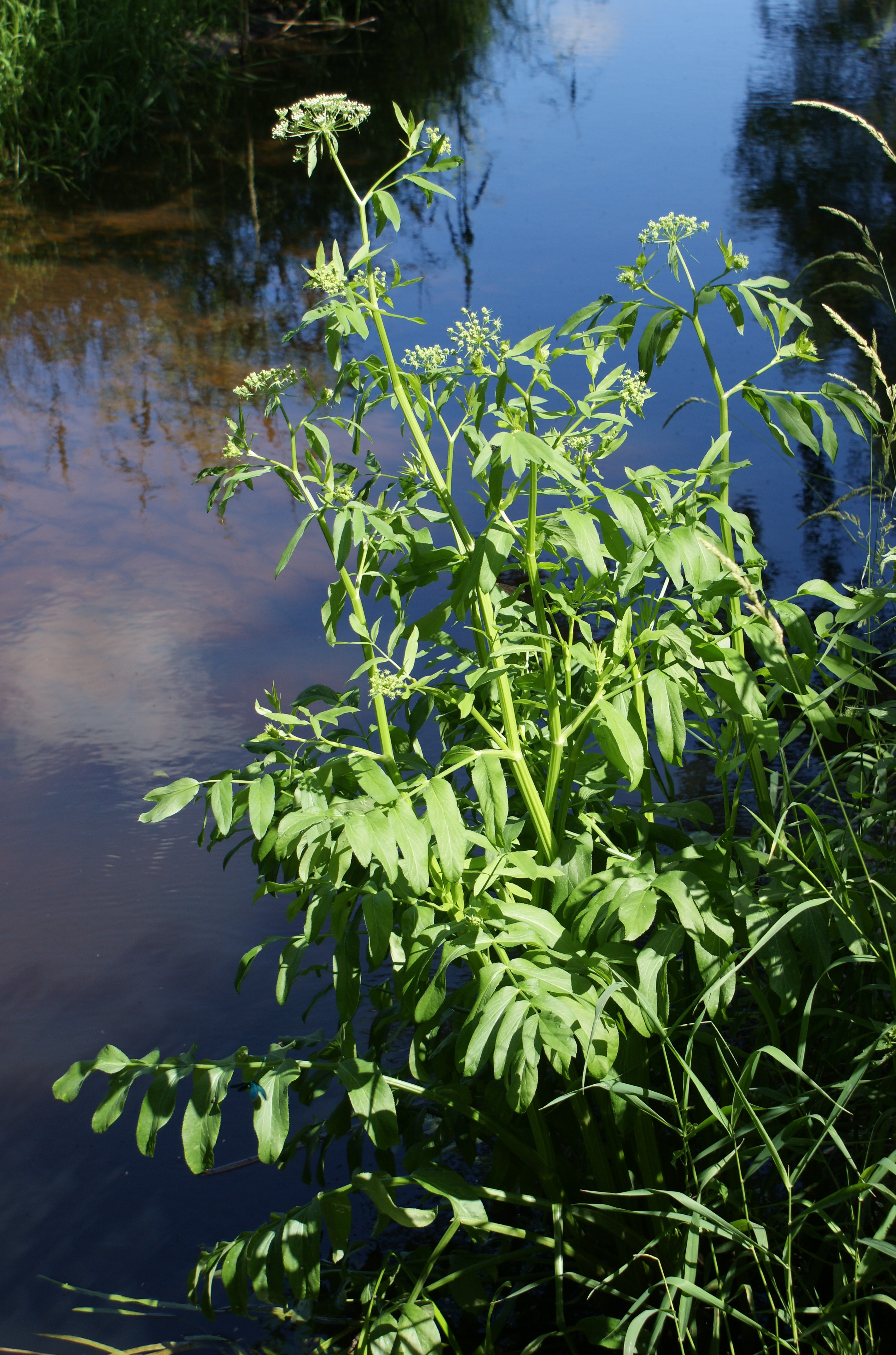
Доросла рослина
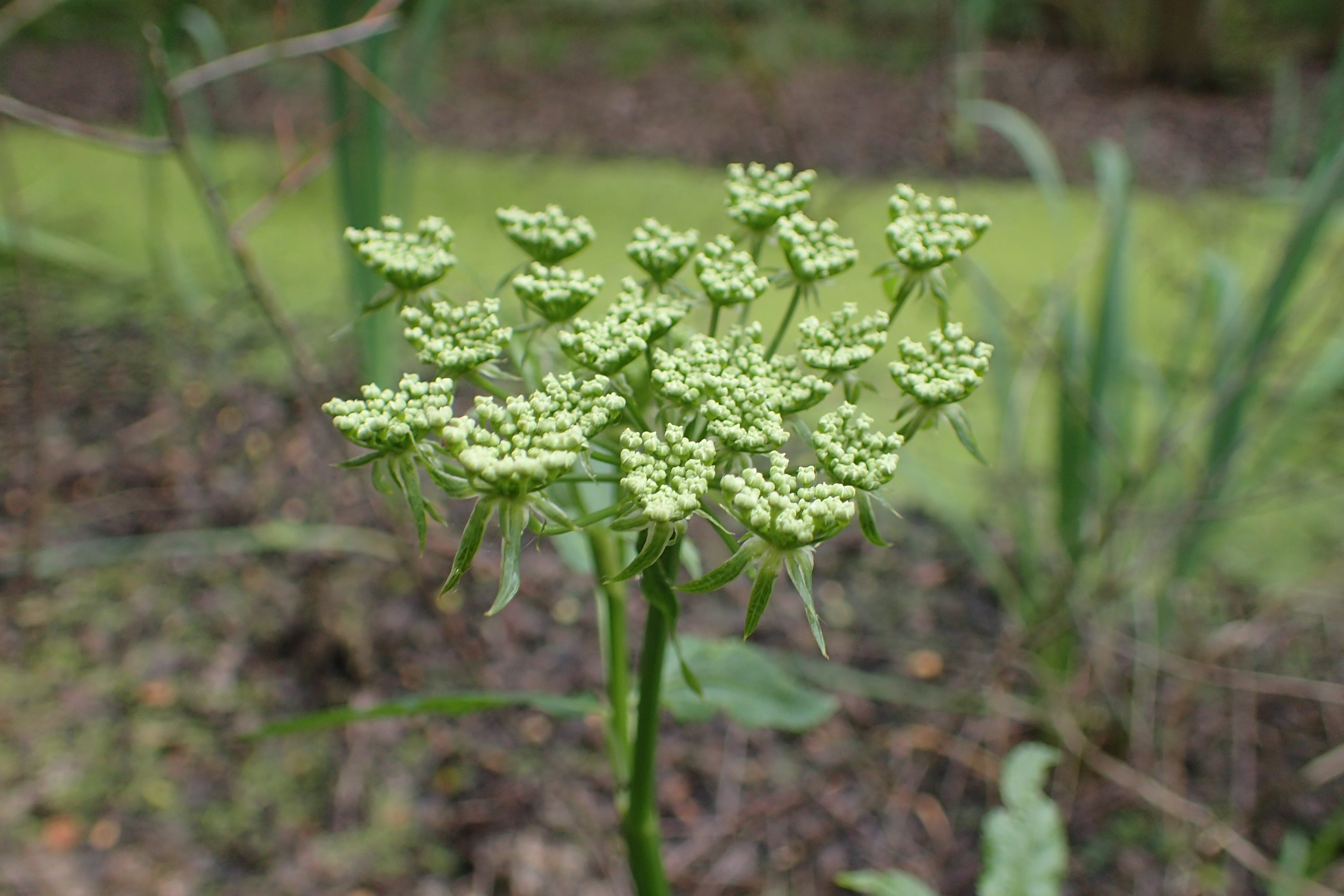
Суцвіття